# 克里斯·平田
克里斯多福·麥可·平田（英語：Christopher Michael Hirata，1983年11月30日—）是一名美國宇宙學家和天體物理學家。
1996年，13歲的平田在國際物理奧林匹克競賽中獲得金牌。2001年，18歲的他獲得加州理工學院物理學學士學位。2005年，他在烏羅什·塞利亞克的指導下獲得普林斯頓大學天體物理學博士學位，論文題目為《弱引力透鏡理論與數據分析》。2005年至2007年，他是普林斯頓高等研究院的訪問學者。2006年至2012年，他先後擔任加州理工學院助理教授和全職教授，並於次年轉至俄亥俄州立大學擔任同樣職務。他目前是俄亥俄州立大學宇宙學與天體粒子物理中心（CCAPP）的教授。

## 研究工作
平田的研究重點是宇宙微波背景、暗能量和宇宙加速膨脹、星系團和宇宙大尺度結構（以及這些結構的形成，即再電離紀元），以及作為宇宙學工具的重力透鏡。平田既從事理論研究，又分析觀測數據，還設計望遠鏡（特別是美國國家航空航天局的下一代太空望遠鏡）。他的主要研究方向是宇宙學和暗能量。
平田被認為是精確宇宙學的領軍人物，他將跨學科的計算機研究、理論研究和包括儀器開發在內的觀測天文學結合在一起。
2010年，他與德米特里·采利亞霍維奇（Dmitriy Tseliakhovich）一起指出宇宙學擾動理論中的一個前所未有的效應，用於計算宇宙中最初結構的形成。它基於這樣一個事實：當第一批原子形成時（復合時代），重子物質（相對於暗物質）的聲速急劇下降（從相對論速度降到熱速度），這導致重子物質（在速度更快的暗物質的引力影響下移動）的超音速電流和二次擾動項。根據平田和采利亞霍維奇的觀點，這將導致具有可觀測效應的第一批結構的形成受到抑制。
他與其他人一起發起了一項計劃，分析天文數據中的信息，以便對粒子物理學的基本問題進行可能的推論，以及對創建新的觀測計劃可能提出的建議。其中一個核心問題是，宇宙加速是否表明暗能量（保留廣義相對論，但增加了一個動態純量場）或廣義相對論的修正。
他是NASA擬建的羅曼太空望遠鏡（前身為廣域紅外線巡天望遠鏡）的成員。

## 榮譽
- 美國青年科學家總統獎（2012年）
- 西蒙斯基金會（英语：Simons Foundation）調查員（2013年）
- 海倫·B·華納天文學獎（2014年）
- 新視野物理獎，以表彰為了解宇宙中第一批星系的形成做出的基礎性貢獻，以及為銳化和應用最強大的精密宇宙學工具做出的貢獻（2018年）[6]